# Los locos también piensan
Los locos también piensan es una película dominicana que se estrenó el 26 de enero de 2005.

## Sinopsis
Filomeno, un dramaturgo soñador, es despedido de su labor en el teatro. Un día, su primo Balbuena logra que le muestre un guion cinematográfico con la posibilidad de ser llevado al cine. Pero cuando este es rechazado por un productor, Filomeno urde una inteligente trama para demostrar la validez de su historia.

## Reparto[1]
- Luisito Martí como (Balbuena / Casimiro / Filomeno).
- Celinés Toribio como (Alexandra).
- Felipe Polanco como (Coronel).
- Mario Lebrón como (Guillermo Paredes).
- Iván García como (Leo de la Torre).
- Franklin Domínguez como (Padre del Coronel).
- José Guillermo Cortines como (Pablo Cardona).
- Angelita Curiel como (Leonor de Paredes).
- Robert Luis Martí como (Delincuente).
- Andy Montañez como (Director del Teatro).
- Máximo Martínez como (Productor).
- Fifi Almonte como (Amelia, la banquera).
- Rafa Rosario como (Claudio).
- Sharlene Taule como (Hija del Coronel).
- Monina Solá como (Madre del Coronel).